# Marshfield (Wisconsin)
Marshfield és una població dels Estats Units a l'estat de Wisconsin. Segons el cens del 2008 tenia 19.454 habitants.

## Demografia
Segons el cens del 2000, Marshfield tenia 18.800 habitants, 8.235 habitatges, i 4.866 famílies. La densitat de població era de 570,7 habitants per km².
Dels 8.235 habitatges en un 27,8% hi vivien nens de menys de 18 anys, en un 48,2% hi vivien parelles casades, en un 8,2% dones solteres, i en un 40,9% no eren unitats familiars. En el 35,2% dels habitatges hi vivien persones soles el 14% de les quals corresponia a persones de 65 anys o més que vivien soles. El nombre mitjà de persones vivint en cada habitatge era de 2,24 i el nombre mitjà de persones que vivien en cada família era de 2,91.
Per edats la població es repartia de la següent manera: un 22,9% tenia menys de 18 anys, un 8,8% entre 18 i 24, un 28,3% entre 25 i 44, un 22,2% de 45 a 60 i un 17,8% 65 anys o més.
L'edat mediana era de 39 anys. Per cada 100 dones de 18 o més anys hi havia 85,7 homes.
La renda mediana per habitatge era de 37.248$ i la renda mediana per família de 50.498$. Els homes tenien una renda mediana de 31.848$ mentre que les dones 23.745$. La renda per capita de la població era de 21.965$. Aproximadament el 3,7% de les famílies i el 6,6% de la població estaven per davall del llindar de pobresa.

## Poblacions més properes
El següent diagrama mostra les poblacions més properes.